# Conflicto armado en Honduras de 1907
El conflicto armado en Honduras de 1907 enfrentó las fuerzas gubernamentales conservadoras y los rebeldes de ideología liberal, apoyados desde la república de Nicaragua. El presidente constitucional hondureño general Manuel Bonilla fue derrocado del poder por una fuerza militar de unos tres mil hombres dirigidos por liberales que recibieron el apoyo logístico, financiero y humano del presidente nicaragüense José Santos Zelaya. 
El gobierno de Bonilla trató de resistir la invasión ayudado por un contingente de tropas salvadoreñas, pero en marzo de 1907 todo se decidió en la batalla de Namasigüe donde por primera vez se introdujeron ametralladoras en las guerras centroamericanas.

## Antecedentes
En 1894 se estableció una comisión entre Honduras y Nicaragua con el propósito de delimitar la frontera terrestre común, zona que se mantenía en disputa desde mediados del siglo  XIX. Llegado el año de 1904 la comisión no había alcanzado un acuerdo y en ese año los representantes de ambos países escogieron a Alfonso XIII rey de España como mediador y tercer miembro neutral de la conformada comisión, en todo caso haciéndolo a él, árbitro para sancionar esta disputa.
La resolución del monarca español se publicó en 1906, donde se resolvía otorgar la mayor parte de la zona de la Mosquitia a Honduras y ordenándose se estableciera la frontera en la parte norte de acuerdo al cauce del río Coco, ambos gobiernos aceptaron el veredicto. Ese mismo año las tensiones entre conservadores y liberales hondureños estaban al borde de irse a una confrontación bélica, la administración del estado hondureño estaba a cargo del general Manuel Bonilla Chirinos y el proclamado líder de los liberales era el expresidente, ingeniero y general Terencio Sierra.
Mientras el presidente Bonilla venía de vencer a una tropa invasora procedente de Guatemala;  soldados. El presidente Zelaya permitía la llegada de exilados liberales hondureños a su país, donde se entrenaban para derrocar a Bonilla.

## Primera invasión

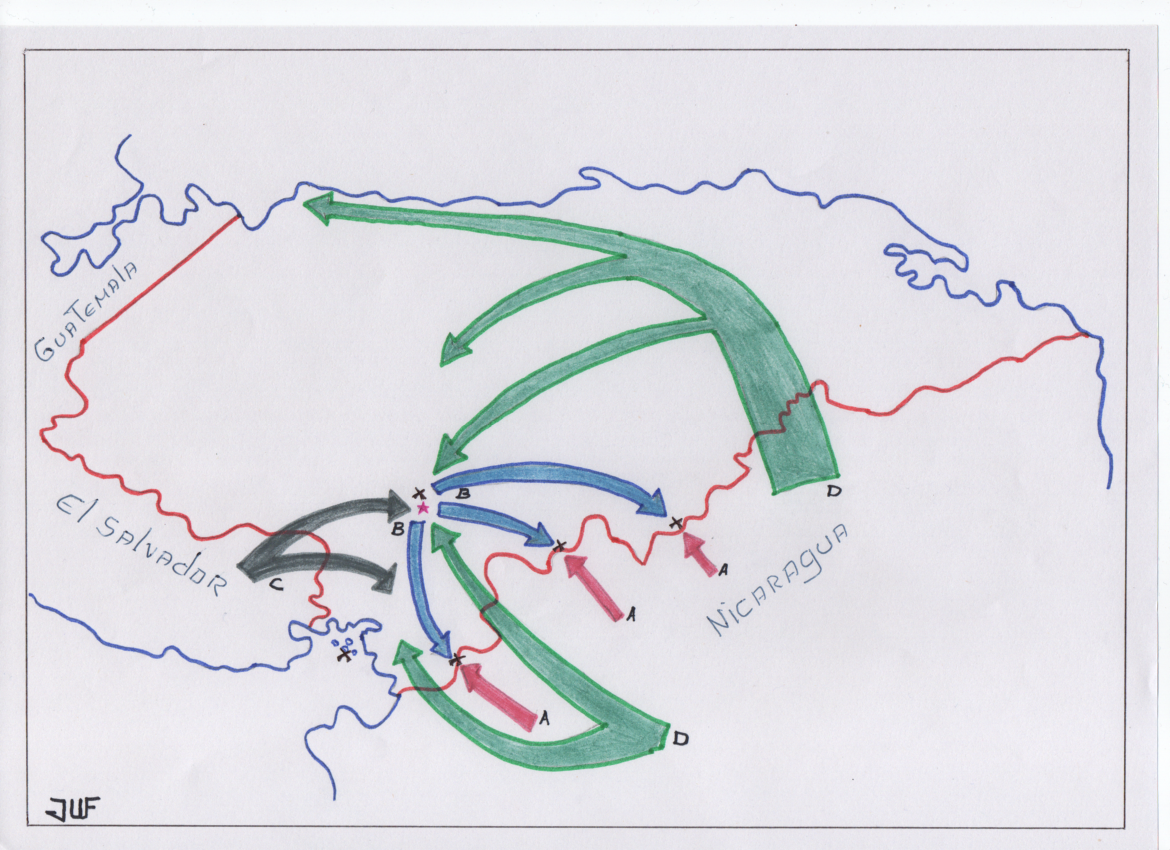
Plano del Conflicto armado en Honduras de 1907.
A)Ejército Liberal Rebelde.
B) Ejército de Honduras
C) Ejército de El Salvador.
D) Ejército de Nicaragua.
- Ciudad de Tegucigalpa.

En el mes de enero, el gobierno hondureño acusó a su homólogo de Nicaragua de ayudar con armas y municiones a los exiliados liberales hondureños, estos rebeldes atacaban los puestos fronterizos, liderados por el general Miguel Oquelí Bustillo, con la intención de derrocar al gobierno conservador.
El 6 de enero con instrucciones del presidente Zelaya López, el sargento mayor Policarpo Sánchez parte de Nueva Segovia, Nicaragua, al mando de una columna de cincuenta hombres con el objeto de poder observar los movimientos de los revolucionarios hondureños al mando del general Dionisio Gutiérrez, estacionadas en El Carrizal y a las fuerzas del gobierno Honduras.
En el mismo mes, tropas del Ejército de Honduras comandadas por el general Teófilo Cárcamo persiguieron a un grupo de invasores que penetraron a territorio nicaragüense, los hondureños llegaron hasta el puesto fronterizo llamado "Los Calpules" en Chinandega, cerca de lo que hoy se conoce como "El Guasaule", buscaron a los rebeldes y procedieron a incendiar el sitio, esto colmó la paciencia del gobierno nicaragüense de Zelaya López, reaccionó acudiendo a la vía diplomática; sin embargo, en el mes de febrero y durante las negociaciones, el ejército hondureño atacó el poblado fronterizo de Tapacales, Nueva Segovia, en esta ocasión estaban dirigidos por el general Emiliano Chamorro Vargas, conservador nicaragüense exiliado en Honduras que se había aliado con el gobierno hondureño.

## Invasión rebelde a Honduras
El 25 de febrero de 1907, rebeldes hondureños invadieron el país, desde territorio nicaragüense, y capturaron a San Marcos de Colón. Los rebeldes ayudados por elementos nicaragüenses invadieron Honduras y estableciendo una junta provisional de gobierno al mando del general Terencio Sierra. Sin embargo, la campaña militar conducida por el general José María Valladares y el coronel Tiburcio Carias Andino derrotó a las fuerzas invasoras.

### Alzamiento de Valladares
En una manifiesta actitud oportunista, el general José María Valladares se alzó en armas contra el gobierno constitucional hondureño pero fue vencido en el lugar llamado "El Horno".

## Declaración de guerra de Nicaragua
Debido a las continuas invasiones de su frontera por parte del ejército hondureño, el Congreso Nacional de Nicaragua instado por el presidente Zelaya, emitió el siguiente decreto:
“Artículo único.- La República de Nicaragua acepta la guerra que le ha provocado el Gobierno de Honduras. En consecuencia hará uso de todas las fuerzas de que dispone y de los derechos que le competen, hasta donde lo demande el completo desagravio que se le debe por los ultrajes inferidos a su honor y dignidad” 1 de marzo de 1907.

## Alianza honduro-salvadoreña
El gobierno de El Salvador presidido por Fernando Figueroa atendió la llamada de ayuda de Bonilla y envió alrededor de 5.000 soldados al mando del general José Dolores Preza, quienes hicieron su primera intervención en apoyo del gobierno hondureño el 11 de marzo de 1907.

### Intervención estadounidense
El Secretario de Estado de los Estados Unidos de América, Míster Philander Knox, visitó Honduras, con el fin de ver el estado y recabar información sobre las empresas estadounidenses en la costa norte del Caribe hondureño. Seguidamente el 18 de marzo tropas estadounidenses fueron autorizadas a desembarcar en la ciudad de Trujillo (Honduras), desplegándose hacia el occidente y tomando posiciones defensivas en las ciudades principales de La Ceiba, Tela (Honduras) y Puerto Cortés, asimismo mediante el ferrocarril hondureño llegaron a Choloma y San Pedro Sula.

## Batallas

### Batalla de Lizapa
Otro fuerte contingente de rebeldes al mando de Policarpo Bonilla, proveniente de Nicaragua, entra a Honduras. El doctor y general Sotero Barahona al mando de tropas hondureñas gubernamentales entabla combate el 22 de marzo, no pudiendo repeler la invasión, los oficiales Sotero Barahona y Florencio Tejeda Reyes caen defendiendo el territorio de Honduras.

### Batalla de Namasigüe
Entre el 17 al 23 de marzo de 1907, en la localidad de Namasigüe, en el departamento de Choluteca tuvo lugar la batalla decisiva.
El presidente Bonilla Chirinos da la orden al general Salomón Ordóñez de apoyar con dos mil soldados al ejército de El Salvador y a los exiliados nicaragüenses que eran liderados por los altos generales, Benito Chavarría, Rafael Hernández y Paulino Godoy, El total de fuerzas fue de cinco mil hombres para enfrentar a las tropas "pinoleras".
Mientras tanto el presidente Zelaya López designó General en Jefe del ejército expedicionario nicaragüense, al general Aurelio Estrada Morales, éste mediante un telegrama al general Nicasio Vásquez Gutiérrez, ordenó la inmediata concentración de más de mil soldados en los altos que rodean el valle de Namasigüe, así como la disposición de sus tropas en tres columnas bien equipadas, una al mando del coronel Benjamín Francisco Zeledón Rodríguez.
Estrada Morales llegó al teatro de operaciones de Namasigüe en horas de la madrugada del día lunes 18 de marzo de 1907; a continuación, el generalísimo nicaragüense dio la orden de fuego hacia las posiciones aliadas de hondureños y salvadoreños que reportaron numerosas bajas en sus filas. El ejército nicaragüense utilizaban cañones Krupp y de montaña de 42 mm, sistema Hotchkiss, artillerías de 37 mm, obús de 7.5 mm, cañones Skoda, rifles remington, rifles Maxim, rifles Mauser, ametralladores Maxim, acrecentando su poder de fuego sobre las posiciones defensivas aliadas, rápidamente la intensidad y poderío de la artillería doblegó a los aliados que comenzaron a rendirse, otros a luchar con machete y los heridos a ser evacuados.
El sábado 23 de marzo de 1907 en horas de la tarde la sangrienta batalla de Namasigüe había terminado con el triunfo de los nicaragüenses, quienes reportaron 85 muertos y más de 250 heridos (entre ellos, Ramón Montoya), por su parte los aliados hondureño-salvadoreños reconocieron sus bajas en más de mil soldados e igual número de heridos

## Derrocamiento de Bonilla
El presidente hondureño general Manuel Bonilla Chirinos, fue derrocado el 25 de marzo de 1907 mientras se encontraba en la isla de Amapala.

### Nuevo presidente
Los marines estadounidenses llegaron en el crucero USS Chicago, llevando oficialmente como nuevo presidente Constitucional de Honduras a Miguel Rafael Dávila Cuéllar quien fungía como vicepresidente, Dávila Cuéllar fue juramentado como presidente el 26 de marzo de 1907.

### Caída deTegucigalpa

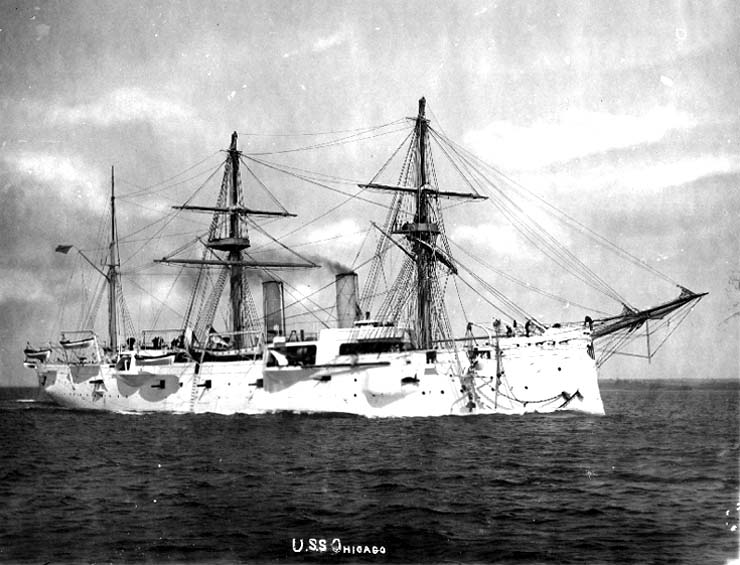
Buque USS Chicago de la marina estadounidense.

Las tropas nicaragüenses invadieron totalmente el departamento de Choluteca, inmediatamente marcharon al norte, aventurándose hacia la ciudad capital de Honduras, Tegucigalpa M.D.C, a la que arribaron el día miércoles 27 de marzo, sin mucha resistencia, los nicaragüenses tomaron la ciudad bajo su control.
El nuevo presidente nombrado interinamente fue Terencio Sierra Romero, sin embargo, unos días más tarde optó dejar el poder para regresar a su país adoptivo Nicaragua, sustituyéndole el abogado Miguel Oquelí Bustillo, encabezando una junta de gobierno con los generales Máximo Betancourt Rosales y Juan Ignacio Castro; quienes gobernaron hasta el mes de abril de 1907, cuando Oquelí Bustillo presentó su renuncia por miedo de ser asesinado por los militares "bonillistas".

### Entrega deLa Ceiba
El 5 de abril, el general Juan Pablo Urrutia, quien fungía como comandante de armas y gobernador, hace entrega de la ciudad puerto de La Ceiba, al delegado nicaragüense y al general Luis Isaula.   

### Caída deAmapala
Hasta el 12 de abril un foco de las tropas del gobierno hondureño se rindieron a los invasores nicaragüenses en la isla de Amapala. Las tropas nicaragüenses se retiraron de Tegucigalpa el 17 de abril de 1907.

## Posguerra y consecuencias

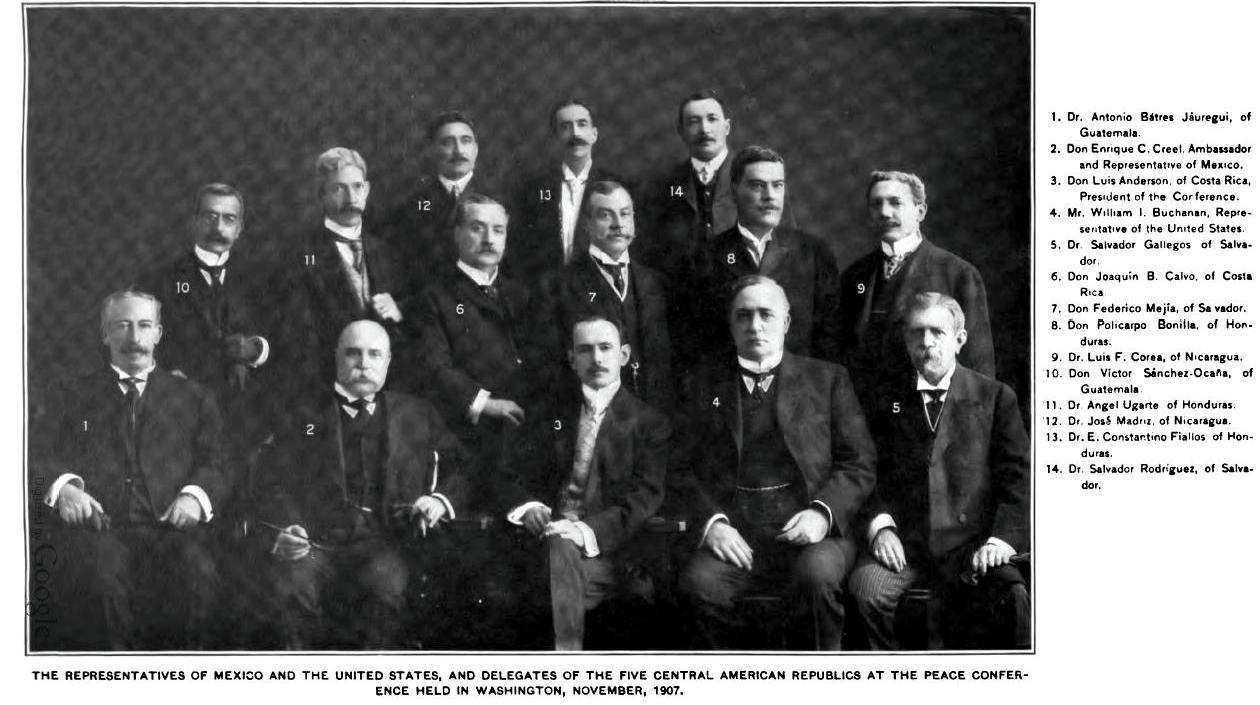
Conferencia de Paz y Amistad de 1907.

* A finales de 1907 el nuevo presidente tenía las medidas administrativas de pacificar el país y someter a los jefes rebeldes del antiguo régimen de Manuel Bonilla. La influencia de los gobiernos de Nicaragua y El Salvador en intervenir en los asuntos internos de Honduras, obligó al presidente Miguel Rafael Dávila Cuéllar a movilizar tropas hacia las fronteras.
- El 20 de diciembre de 1907, se celebró en la capital estadounidense Washington D. C., un tratado general de paz y amistad, con el objeto de finalizar las hostilidades entre Nicaragua, El Salvador y Honduras.
- La república de Nicaragua interpuso ciertas objeciones a la resolución del rey Alfonso XIII en 1912 que no fueron resueltas finalmente hasta el año 1960, a favor de Honduras.
- Unas 1000 personas, incluidos 400 soldados nicaragüenses y 300 soldados del gobierno de Honduras, fueron asesinados durante la crisis.
- En 1908 electo presidente constitucional de Honduras, Miguel Rafael Dávila Cuéllar, se enfrentó el 1 de marzo a una invasión de Manuel Bonilla, ayudado por el gobierno guatemalteco, el conflicto estaba acrecentándose en la costa norte hondureña e intervino nuevamente fuerzas estadounidenses, Bonilla recuperó valientemente de las tropas estadounidenses el Ferrocarril Nacional de Honduras, asimismo toda la costa norte hondureña con sus principales fuentes comerciales el muelle y el faro de Puerto Cortés. Las conferencias de paz se llevaron en el USS Chicago anclado en el Mar Caribe, donde se remediaron las situaciones.

### Insurrección de Amapala
El gobernador de la isla de Amapala además de comandante de Armas y administrador de Aduanas nombrado desde el 15 de junio de 1907, general José María Valladares; amigo del general Manuel Bonilla se levanta en rebeldía el 31 de octubre de 1910; el militar desde 1908 implementa una "guerra particular" anti extranjeros en la isla y en el país, incidente que comenzó con el francés George Schang quien desembarcó del vapor "Pennsilvanya" en Amapala, hechos de los cuales -Valladares- publica en sus memorias y hacen reflejo del mal trato hacia los nacionales por los internacionales, especialmente los estadounidenses, en el mes de octubre de 1910 el general valladares al mando de un sinfín de seguidores, se levanta en armas contra el presidente Dávila Cuéllar y critica duramente al embajador de Honduras en Estados Unidos Paulino Valladares debido a la política que implementan y a la que tilda de "vendedores de la patria". Pero todo intento queda fallido ya que el 8 de noviembre de 1912 el general Valladares resultó muerto en combate contra el Ejército de Honduras, en el sitio de Ojojona de donde era nativo Valladares, la localidad se encuentra a 25 millas de la capital hondureña.